# کلارکز
کلارکز (انگلیسی: C. & J. Clark) یک شرکت تولید کفش در بریتانیا است.
این شرکت که در سال ۱۸۲۵ تأسیس شده دارای بیش از ۱۰۰۰ فروشگاه در جهان است.

## نگارخانه

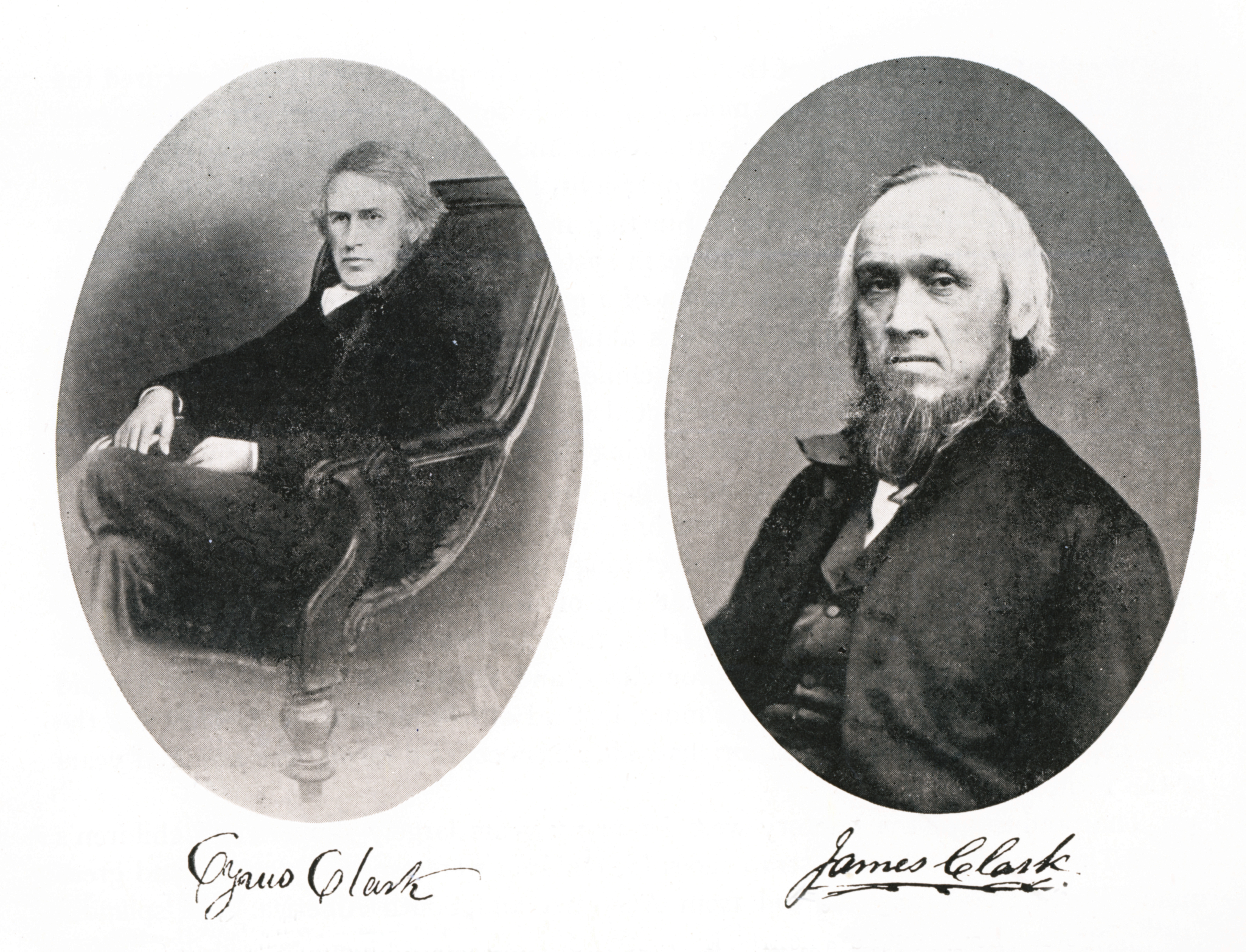
بنیان‌گذاران شرکت
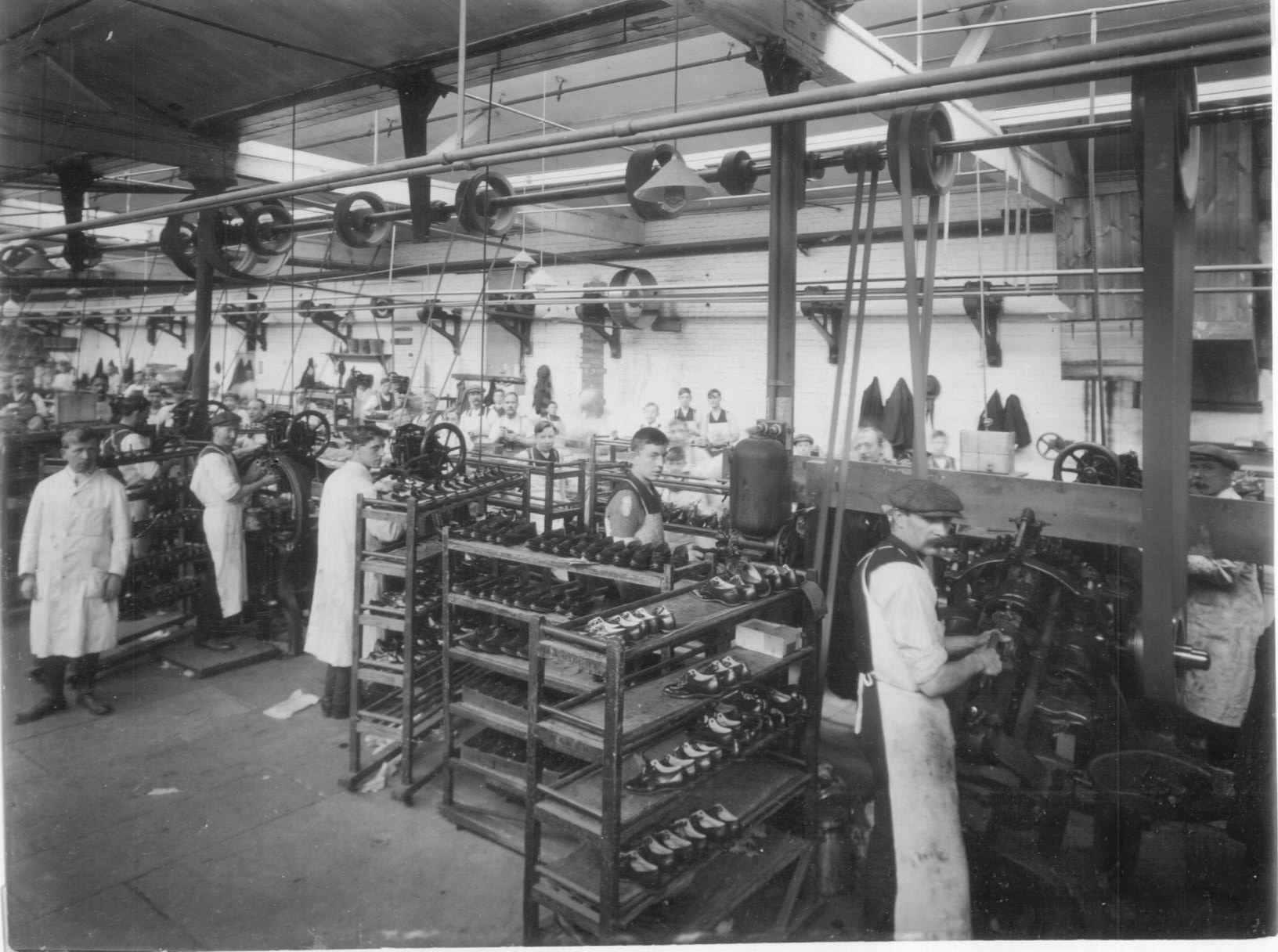
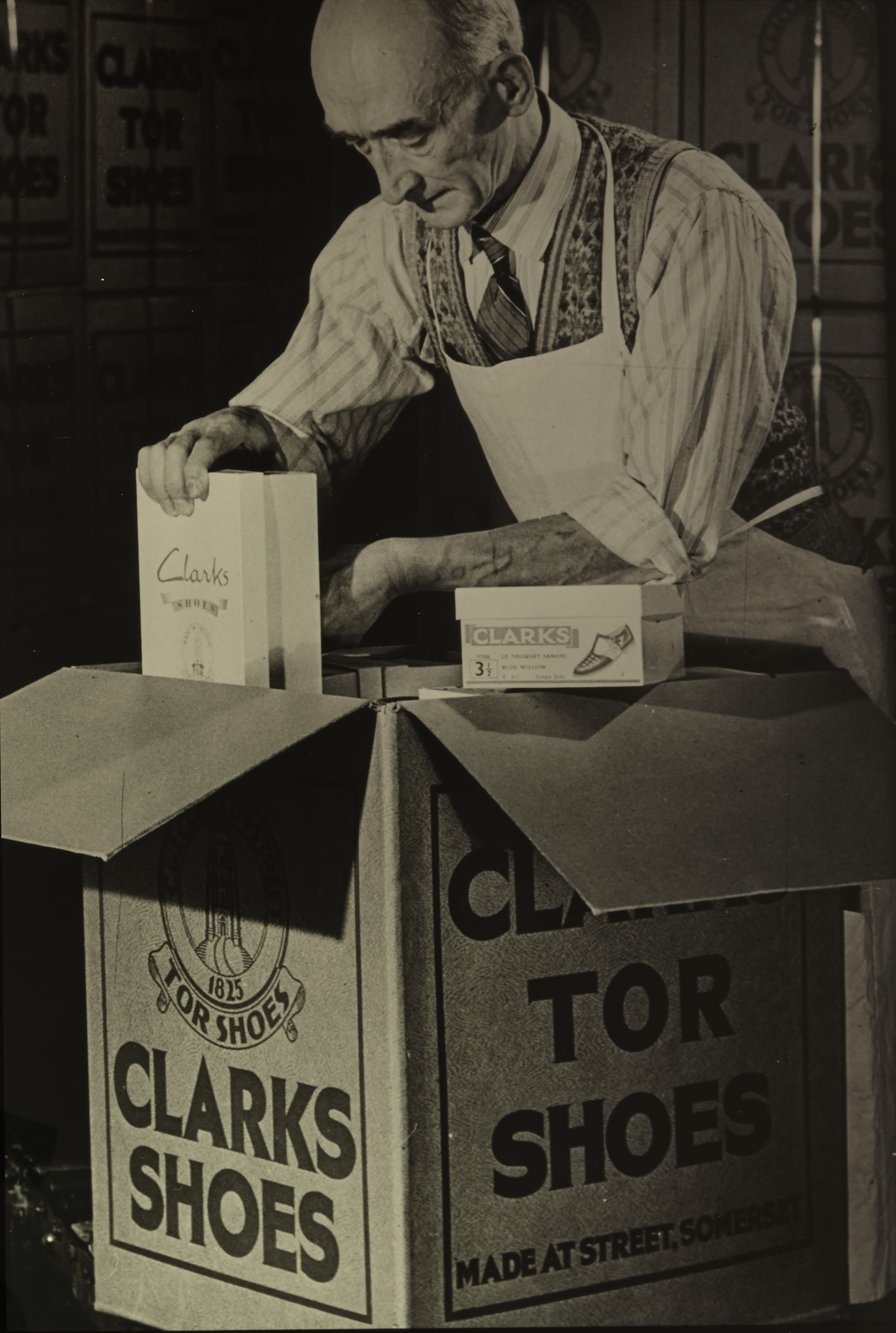
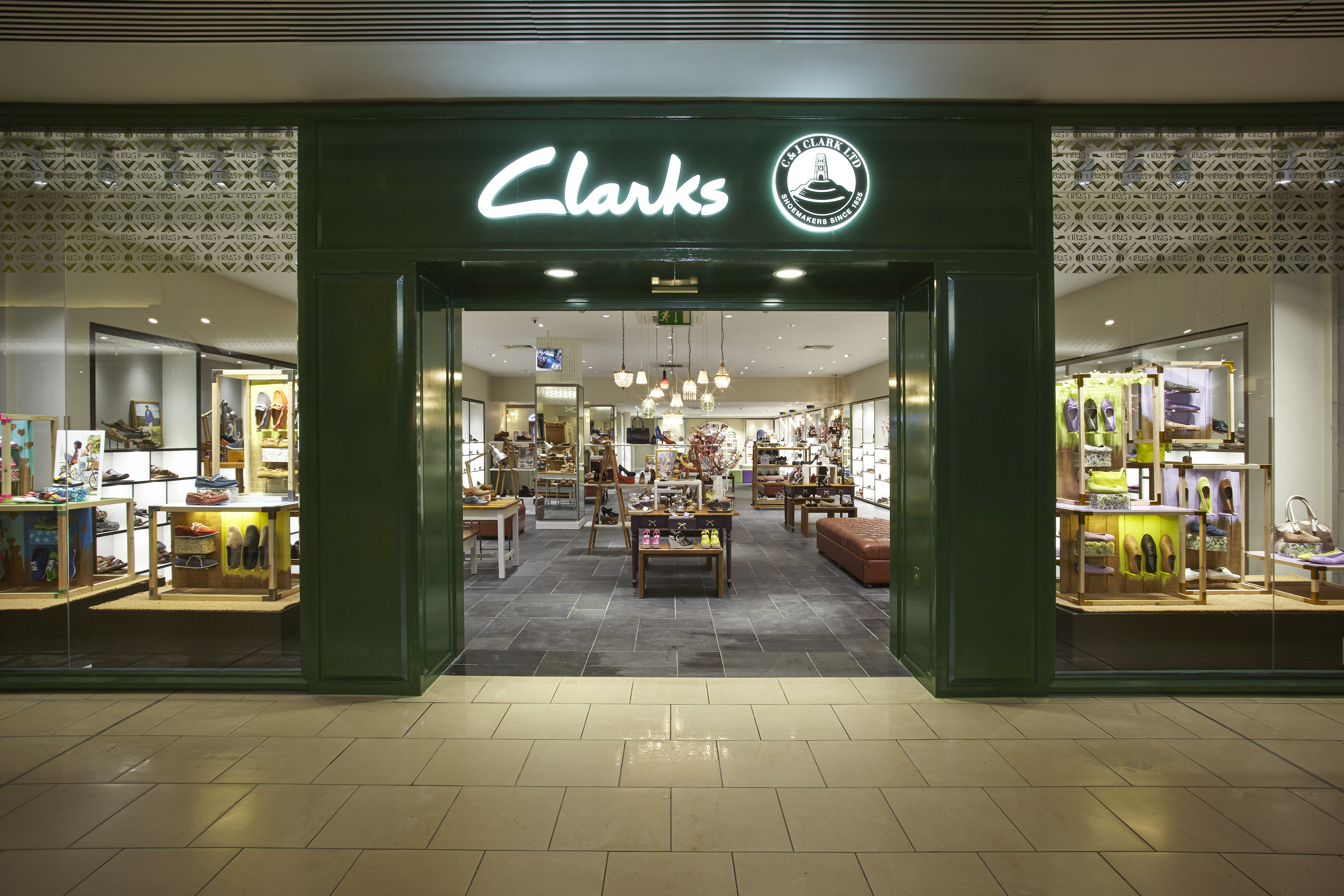
فروشگاه کلارکز در اسکس
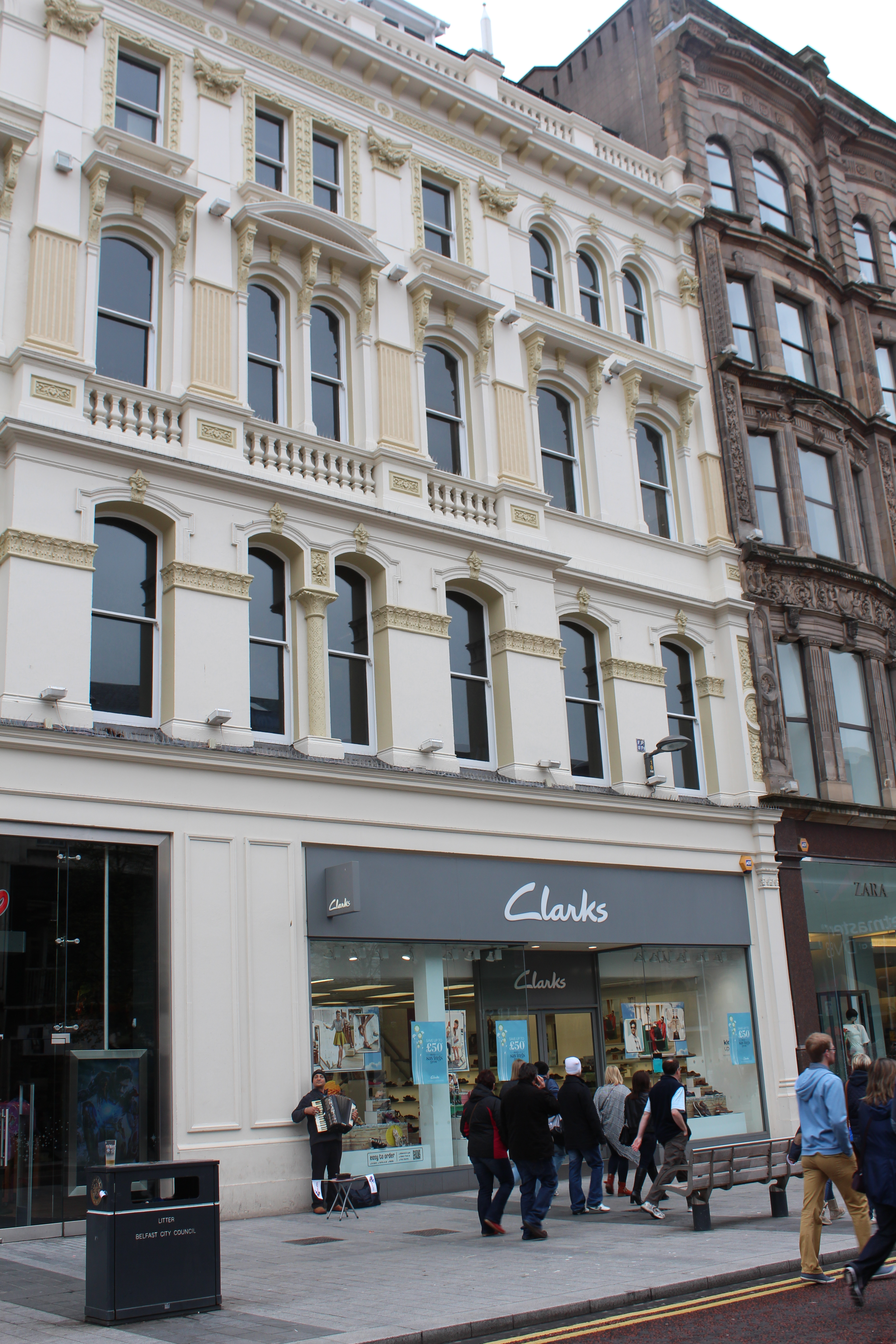
فروشگاه کلارکز در بلفاست
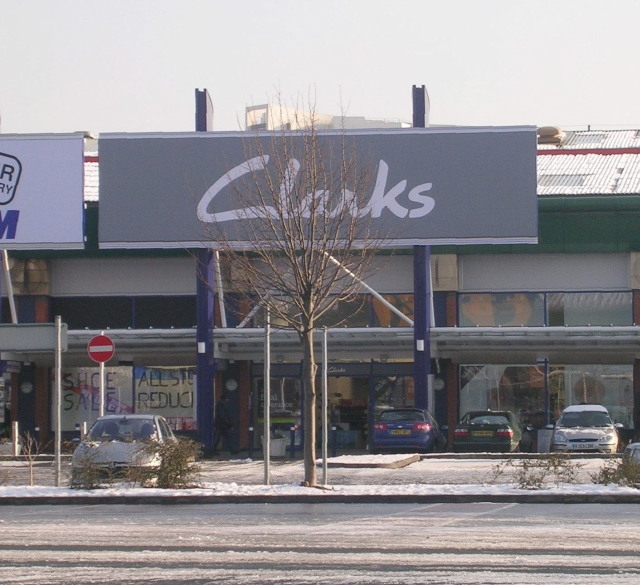
فروشگاه کلارکز در لیدز
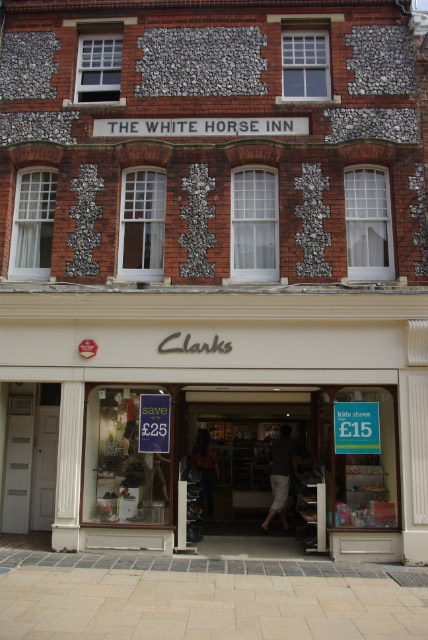
فروشگاه کلارکز در وینچستر
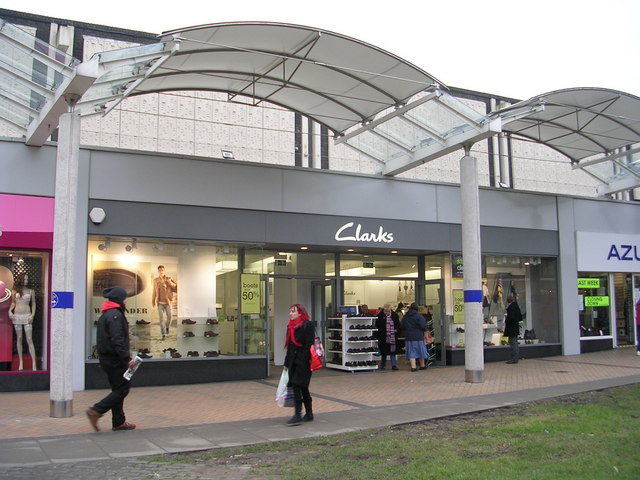
فروشگاه کلارکز در هادرزفیلد
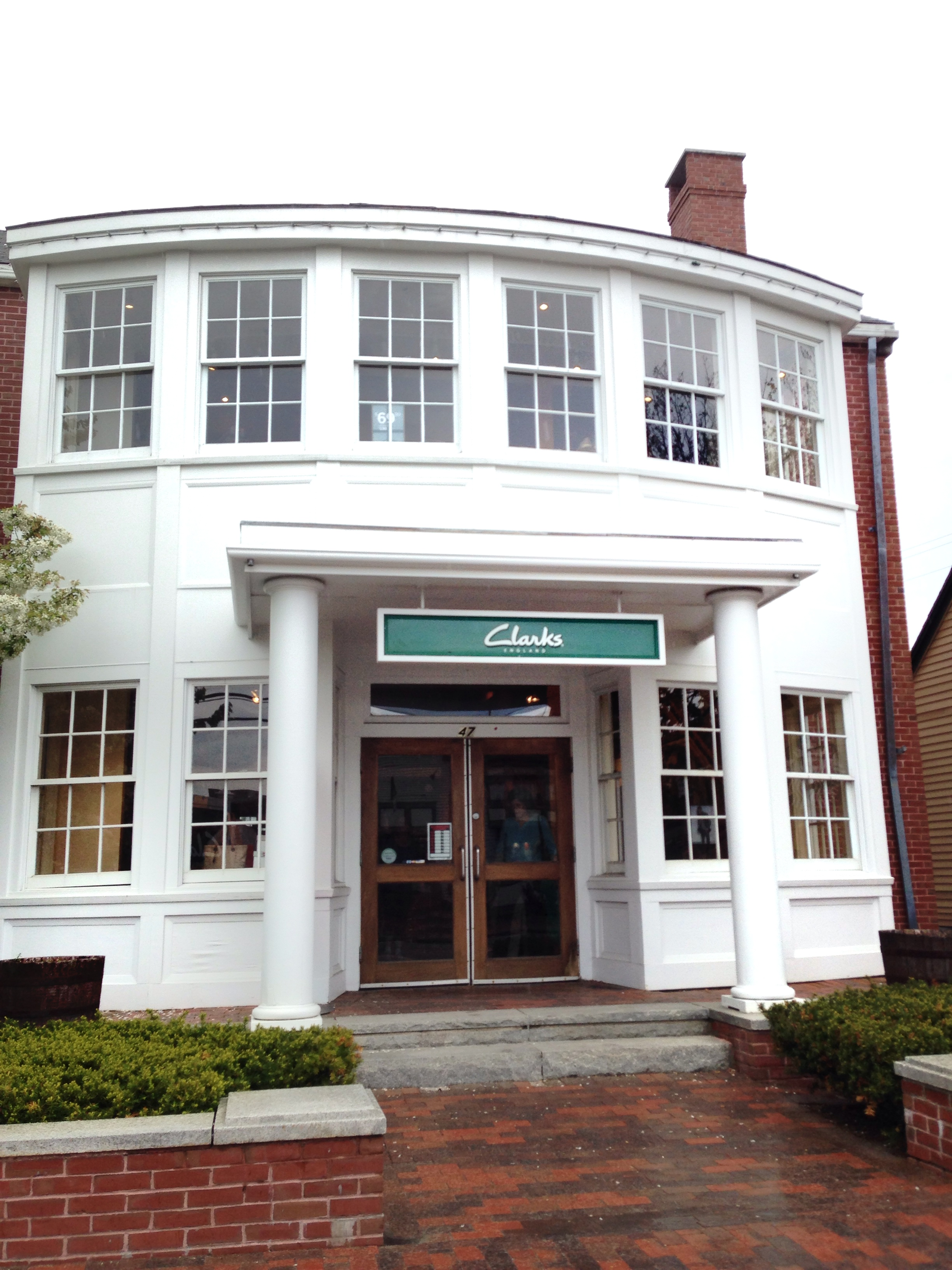
فروشگاه کلارکز در فریپورت، مین